# Leonardo Bragaglia
Leonardo Bragaglia (Roma, 9 novembre 1932 – Anzio, 1º agosto 2020) è stato un attore, scrittore e regista teatrale italiano.

## Biografia
Nato a Roma nel 1932, Leonardo Bragaglia era figlio d'arte: suo padre era il pittore futurista Alberto Bragaglia, i suoi zii erano Anton Giulio Bragaglia, Carlo Ludovico Bragaglia e Arturo Bragaglia, e il nonno paterno Francesco fu direttore generale della Cines. Leonardo iniziò la sua carriera come attore bambino negli anni quaranta, recitando per il cinema in piccole parti nei film di suo zio Carlo Ludovico Bragaglia e in Sciuscià (1946) di Vittorio De Sica. Lavorò con attori come Totò, Anna Magnani, Vittorio De Sica e Nino Manfredi. In teatro debuttò con la compagnia dell'altro suo zio Anton Giulio Bragaglia al Ridotto di Venezia con Memo Benassi.
Nel 1949 si iscrisse alla Accademia nazionale d'arte drammatica di Roma avendo vinto la borsa di studio (risultò primo, ex aequo con Glauco Mauri). Nel 1950, diciottenne, rientrò in arte come giovane attore nella compagnia di Antonio Gandusio all'Ateneo dell'università di Roma recitando Carlo Goldoni e Molière. Divenne poi allievo prediletto di Lamberto Picasso recitando con lui oltre 100 rappresentazioni di Enrico IV di Luigi Pirandello.
Diventò in seguito regista con Riccardo Bacchelli firmando Giorni di verità. Tra regie teatrali e radiofoniche (celebri le sue riduzioni per la Rai Commedie in 30 minuti) diresse attori come Paola Borboni, Massimo Dapporto, Elsa Merlini, Mario Scaccia, Wanda Capodaglio, Elena Zareschi, Lia Zoppelli.
Scrisse una quarantina di libri, tra cui Shakespeare in Italia e la biografia Maria Callas l'arte dello stupore, editi entrambi da Paolo Emilio Persiani (per cui dirigeva la collana dello spettacolo), tutte le biografie di Ruggero Ruggeri, la storia del libretto in quattro volumi e altri libri sugli interpreti verdiani, pucciniani, e pirandelliani. Fu inoltre fondatore e condirettore del Premio "Ermete Novelli", insieme a Persiani, e direttore artistico della Cines, azienda di produzione e distribuzione cinematografica. Per qualche tempo curò un proprio blog.
Bragaglia è morto ad Anzio nell'estate del 2020.

## Pubblicazioni
- Ruggero Ruggeri in sessantacinque anni di storia del teatro, Roma, Trevi Editore, 1968
- Interpreti pirandelliani, Trevi Editore, 1969
- Ermete Zacconi e il naturalismo scenico, Roma, Il Torchio, 1972
- Taccuino segreto di Ruggero Ruggeri, Palermo, Ila Palma, 1973
- Shakespeare in Italia, Trevi Editore, 1974
- Personaggi e interpreti del teatro di Puccini, Trevi Editore, 1977
- Wanda Capodaglio attrice, Roma, Bulzoni, 1981
- Settanta anni di pittura di Alberto Bragaglia (1913-1983). Dalla Policromia spaziale astratta alla Panplastica, Trevi Editore, 1983
- Shakespeare in Italia. Personaggi interpreti e vita scenica del teatro shakespeariano in Italia, Bologna, Persiani Editore, 2006, ISBN 88-902003-0-8
- Maria Callas. L'arte dello stupore, Persiani Editore, 2006, ISBN 88-902003-8-3
- Ritratti d'attore, Persiani Editore, 2007, ISBN 978-88-902003-6-6
- Memo Benassi. Un grande attore diverso, Persiani Editore, 2007, 978-88-902003-7-3
- Manuale dell'attore. Recitazione, dizione, interpretazione, Persiani Editore, 2008
- Rodolfo Valentino. L'attore, il divo, il sex simbol, Persiani Editore, 2008
- Carlo Ludovico Bragaglia. I suoi film, i suoi fratelli, la sua vita, 2009, Persiani Editore, ISBN 9788890200397
- Riccardo Bacchelli e il teatro, Persiani Editore, 2010, ISBN 9788896013106
- Ottorino Respighi e i suoi interpreti, Persiani Editore, 2012 ISBN 978-88-96013-33-5
- Luigi Pirandello in 100 anni di rappresentazioni teatrali (1915-2015), Persiani Editore, 2015, ISBN 9788898874439

## Filmografia
- Il fidanzato di mia moglie, regia di Carlo Ludovico Bragaglia (1943)
- Lo sbaglio di essere vivo, regia di Carlo Ludovico Bragaglia (1945)
- Sciuscià, regia di Vittorio De Sica (1946)
- Figaro qua, Figaro là, regia di Carlo Ludovico Bragaglia (1950)
- Le sei mogli di Barbablù, regia di Carlo Ludovico Bragaglia (1950)
- A fil di spada, regia di Carlo Ludovico Bragaglia (1952)
- Don Lorenzo, regia di Carlo Ludovico Bragaglia (1952)
- L'angelo bianco, regia di Raffaello Matarazzo (1955)
- La ragazza di Via Veneto, regia di Marino Girolami (1955)
- La cortigiana di Babilonia, regia di Carlo Ludovico Bragaglia (1955)
- Difendo il mio amore, regia di Giulio Macchi (1956)
- La Gerusalemme liberata, regia di Carlo Ludovico Bragaglia (1957)
- La spada e la croce, regia di Carlo Ludovico Bragaglia (1958)

## Prosa radiofonica Rai
- Sei personaggi in cerca d'autore, di Luigi Pirandello, regia di Orazio Costa, trasmessa il 4 gennaio 1951

## Prosa televisiva Rai
- La foresta pietrificata, dramma di Robert E. Sherwood, regia di Carlo Ludovico Bragaglia, trasmessa il 15 febbraio 1957.